# Jan Palfijn
Jan Palfijn, anche noto, in francese, come Jean Palfyn e, in italiano, come Giovanni Palfino (Courtrai, 28 novembre 1650 – Gand, 21 aprile 1730), è stato un anatomista e chirurgo fiammingo.
Autore di diversi trattati di anatomia e ostetricia, è considerato l'inventore del forcipe.

## Biografia

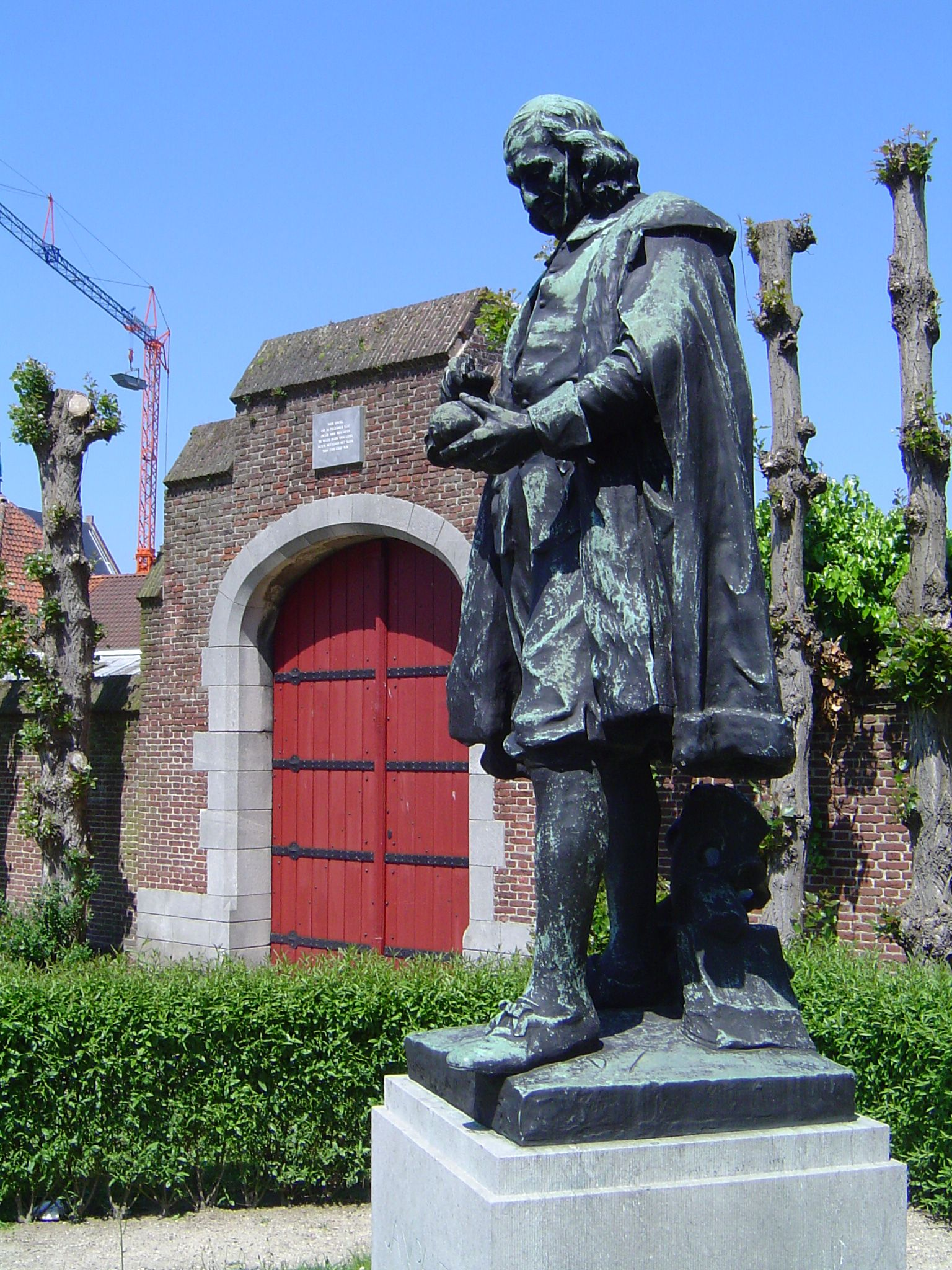
Statua di Palfijn a Gand

Figlio di un chirurgo-barbiere fiammingo, dal quale apprese le prime nozioni di medicina, imparò da autodidatta il francese e il latino, dedicandosi fin da giovanissimo a studi ed esperimenti sul corpo umano. La memorialistica vuole, a tal riguardo, che, sorpreso a disseppellire un cadavere da poco inumato, fu costretto a scappare dal luogo natale per rifugiarsi a Gand, dove però poté seguire la scuola di chirurgia. In seguito, completò i suoi studi a Parigi, sotto la protezione e l'amicizia del chirurgo Jean Devaux.
Rientrato in Belgio, si trasferì ad Ypres, dove nel 1675 ottenne l'abilitazione dalla corporazione dei chirurghi-barbieri e dove, nel novembre dell'anno successivo, si sposò. La precarietà del lavoro lo costrinse a ristabilirsi a Gand. Qui, tuttavia, per ottenere l'autorizzazione ad esercitare la professione, dovette svolgere tre anni di praticantato presso un medico. Riuscì infine ad ottenerla, superando un apposito esame, soltanto nel 1696, con alle spalle oltre 45 anni, la metà dei quali dedicati allo studio del corpo umano.

Anatomia chirurgica, 1758

La sua prima opera, pubblicata in lingua fiamminga nel 1701, e in seguito più volte ripubblicata, anche in tedesco e in francese, fu la Nuova Osteologia - in cui esplicitava tutte le sue cognizioni sulla natura, la conformazione e le malattie delle ossa - che gli permise di accedere all'insegnamento nella scuola di chirurgia di Gand. Nel 1710 poi uscì, stampato a Leida, il trattato sull'Anatomia chirurgica che, considerato il primo studio del genere, influenzò la scienza chirurgica per buona parte del Settecento. Vi descrisse, oltre alle parti del corpo umano, le alterazioni che potevano intervenire nei vari organi a causa delle malattie e i migliori interventi chirurgico-operatori allora conosciuti per risolverle.
Nel 1727, recatosi a Parigi per la presentazione della pubblicazione francese del trattato (su cui si fonderà la versione italiana, uscita nel 1758), presentò al mondo accademico-scientifico la sua invenzione, il forcipe, mediante una dimostrazione pratica. In effetti, nel corso dei suoi studi, aveva condotto numerose osservazioni in particolare sugli organi genitali femminili. Fu molto discussa, peraltro, l'osservazione del Palfijn a proposito del modo di secernere un feto in una donna nel corso di ben 22 anni.

## Opere
- Anatomia chirurgica, ovvero Descrizione esatta delle parti del corpo umano, con osservazioni utili a' chirurghi nella pratica della loro professione, vol. 1, Venezia, Giuseppe Remondini, 1758.
- Anatomia chirurgica, ovvero Descrizione esatta delle parti del corpo umano, con osservazioni utili a' chirurghi nella pratica della loro professione, vol. 2, Venezia, Giuseppe Remondini, 1758.
- Anatomia chirurgica, ovvero Descrizione esatta delle parti del corpo umano, con osservazioni utili a' chirurghi nella pratica della loro professione, vol. 3, Venezia, Giuseppe Remondini, 1758.